# 南德意志报
《南德意志报》（读作[ˈzyːtˌdɔʏtʃə ˈtsaɪtʊŋ]，缩写，又譯為南德日報）是德国发行量最大的以订阅方式发行的全国性报纸，由南德意志出版社发行，报社总部位于慕尼黑。

## 发行
《南德意志报》通过订阅方式在德国全国发行，每周发行六天。报纸的日发行量超过44万份，读者人数超过110万。

## 历史
1945年10月6日，德国投降5个月之后，《南德意志报》成为战后首份获得驻巴伐利亞美军签发的发行许可证的报纸，在获得许可证的当晚首期报纸即付印。当时报纸的售价为20芬尼。
在报纸的发刊词中这样写到：
|  | 自黑暗的恐怖统治崩溃以来在慕尼黑首次出现了一份由德国人主持的报纸。虽然它还受限于目前的政治必然性，但却不受检查制度的束缚，不被压制以违心行事。《南德意志报》不是政府或某个党派的喉舌，而是所有团结一致热爱和平、憎恨极权国家、厌恶一切纳粹主义事物的德国人的扬声筒。 |

創刊號的头版会在这里找到。
在新千禧年初期，广告收入的直线下降使该报社进入了财务寒冬，到2002年10月份该报社濒临破产。但随后，一家掌控地区报系的公司以1.5亿欧元的价格成为了该报社的控股方，并成立了南德意志报业媒体。在随后的三年中，报社为了控制开支，进行了大刀阔斧的改革，包括把原来的425名員工裁員到307人，闭位于杜塞尔多夫的分社，並拿掉专门报道柏林地区新闻的版面。
在2004年春季，SZ开启了一份项目：50部著名的20世纪小说将会在每周以精装书的形式在某些报摊和书店发行，之后50部以DVD形式发行的著名电影也随之开始。在2004年后期该报社开始发行属于自己的流行科学杂志，而在2005年，多部著名儿童图书也相继开始以精装书的形式发行。
在2015年，该报社从一位匿名人士收到了总值2.6TB的材料，里面包含大量与未知会计机构有关的机密文件。南德意志报随后与国际调查记者同盟进行了为时一年的调查，并在2016年4月3日陆续公布了文件里的主要内容，史称巴拿马文件。

## 概况
《南德意志报》在内政上持支持自由主义立场，在经济政策上支持自由主义经济。因此该报也被戏称为巴伐利亞州的惟一反对党，因为巴伐利亞州长期以来一直由保守派立场的基社盟执政。
全国发行的《南德意志报》包含四个部分：政治、文化、经济、体育。在慕尼黑当地发行的地方版还包括刊登地方新闻的副刊。
《南德意志报》在每周一都有一份选登《纽约时报》文章的增刊，每周五有《SZ杂志》副刊，每周六有周末副刊，每周四出版的慕尼黑地方版还有一份刊登各种即将举行的活动的增刊。

## 社会影响
《南德意志报》第一版名为“高光”（Streiflicht）的短评专栏具有很高的知名度，自1946年起在每期报纸头版的左上角都会刊登一篇讽刺性短评（Glosse），而且每篇短评都固定有72行。所有短评虽然都是匿名发表，但实际上通常都是由知名作者撰写，因此它们经常能够排入当天德国媒体的报道日程。
此外，报纸第三版的长篇报道和背景文章，第四版的由该报知名作者撰写的社论也是《南德意志报》的特色。
2004年8月《南德意志报》、《明镜周刊》以及阿克塞尔施普林格股份公司旗下报纸共同决定放弃使用新德语正寫法恢复使用旧正寫法，同时《法兰克福汇报》也决定恢复使用旧正寫法。这些报刊的举动大大加剧了对德语正寫法改革的争论。
2005年，在由新闻学家Siegfried Weischenberg主持的一项有1536名德国新闻记者参与的调查研究中，经过记者们的选择，《南德意志报》（34.6％）超过《明镜周刊》（33.8％）被认为是德国的“重点媒体”（Leitmedium）。